# ایپسیلانتی (میشیگان)
ایپسیلانتی، میشیگان (به انگلیسی: Ypsilanti, Michigan) یک شهر در ایالات متحده آمریکا با جمعیت ۱۹٬۴۳۵ نفر است که در میشیگان واقع شده‌است.

## موقعیت جغرافیایی
موقعیت جغرافیایی شهرها و مناطق اطراف به شرح زیر است: